# Antidisturbios – Bereitschaftspolizei
Antidisturbios – Bereitschaftspolizei (Originaltitel: Antidisturbios) ist eine spanische Miniserie, die von Isabel Peña und Rodrigo Sorogoyen erdacht wurde. Die Premiere der Miniserie fand am 16. Oktober 2020 in Spanien auf Movistar+ statt. Im deutschsprachigen Raum erfolgte die Erstveröffentlichung der Miniserie am 9. März 2022 durch Disney+ via Star.

## Handlung
Sechs Bereitschaftspolizisten nehmen an einer Räumung im Zentrum von Madrid teil, die schiefläuft und damit endet, dass ein senegalesischer Immigrant aus einer Wohnung im zweiten Stock stürzt und ins Koma fällt. Als ihnen klar wird, dass ihre Vorgesetzten ihnen wahrscheinlich nicht helfen werden, beschließen sie, alles zu tun, um ihre Köpfe selbst aus der Schlinge zu ziehen. Als das mit den Untersuchungen beauftragte Team der Abteilung für Innere Angelegenheiten, darunter die pfiffige Ermittlerin Laia, von diesen Plan spitzbekommt, zerschlägt es die Hoffnungen der sechs Bereitschaftspolizisten auf Rehabilitierung. Sie versuchen, geschlossen aufzutreten, doch der Immigrant stirbt schließlich an seinen Verletzungen, und der mit den Ermittlungen und ihren persönlichen Umständen verbundene Stress zehrt zunehmend an ihrem Kampfgeist, ihrer beruflichen Loyalität und ihrer Freundschaft. Unterdessen kommt Laia der Verdacht, dass der Fall viel komplexer ist, als er anfangs schien, und dass ihr aus irgendeinem Grund bewusst Informationen vorenthalten werden, die sie für ihre Ermittlungen benötigt. Laia beschließt, Diego, einen der sechs Bereitschaftspolizisten, um Hilfe zu bitten und ihre eigenen Ermittlungen anzustellen. Gemeinsam decken sie das Komplott eines Immobilienbetrugs auf. Laia, die sich zunehmend von den Ermittlungen vereinnahmen lässt, sodass diese sich sogar auf ihr Privatleben auswirken, lässt nichts unversucht und stellt fest, dass die Korruption noch tiefgreifender ist, als sie zunächst annahm, und dass eine Reihe von Unternehmensleitern, Richtern und hochrangigen Polizeibeamten darin verwickelt sind.

## Besetzung und Synchronisation
Die deutschsprachige Synchronisation entstand nach den Dialogbüchern von Joachim Kretzer sowie unter der Dialogregie von Oliver Hörner durch die Synchronfirma Studio Hamburg Synchron in Hamburg.

### Hauptdarsteller
| Rolle                          | Schauspieler      | Synchronsprecher     |
| ------------------------------ | ----------------- | -------------------- |
| Laia Urquijo                   | Vicky Luengo      | Katharina von Keller |
| Diego López Rodero             | Raúl Arévalo      | Jan-David Rönfeldt   |
| Alexánder „Álex“ Parra Rosales | Álex García       | Nicolas König        |
| Salvador „Salva“ Osorio        | Hovik Keuchkerian | Thomas Schmuckert    |
| Elías Bermejo                  | Raúl Prieto       | Oliver Böttcher      |
| Rubén Murillo                  | Patrick Criado    | Ivo Möller           |
| José Antonio Úbeda             | Roberto Álamo     | Joachim Kretzer      |

### Nebendarsteller
| Rolle         | Schauspieler     | Synchronsprecher  |
| ------------- | ---------------- | ----------------- |
| Aitor Ziganda | Nico Romero      | Jörn Linnenbröker |
| Serna         | Alfonso Bassave  | Markus Hanse      |
| Moreno        | Tomás del Estal  |                   |
| Marian        | Marta Poveda     |                   |
| Julio Rosales | David Lorente    |                   |
| Nuria         | Iria del Río     |                   |
| Diana         | Mónica López     |                   |
| Ruiz          | Chema Tena       |                   |
| Yemi          | Thimbo Samb      |                   |
| Casals        | Nacho Fresneda   |                   |
| Isaac del Amo | David Luque      |                   |
| Lucía Osorio  | María Romanillos |                   |

## Episodenliste
| Nr. | Deutscher Titel | Originaltitel | Erstveröffentlichung (Spanien) | Deutschsprachige Erstveröffentlichung (D/A/CH) | Regie                           | Drehbuch                                            |
| --- | --------------- | ------------- | ------------------------------ | ---------------------------------------------- | ------------------------------- | --------------------------------------------------- |
| 1 | Osorio          | Osorio        | 16. Okt. 2020                  | 9. März 2022                                   | Rodrigo Sorogoyen               | Isabel Peña, Rodrigo Sorogoyen & Eduardo Villanueva |
| Ein Team bestehend aus sechs Bereitschaftspolizisten wird geschickt, um eine Räumung im Zentrum von Madrid durchzuführen. Normalerweise wird eine solche Aktion von 2 bzw. 3 Teams begleitet, da es aber August ist, fehlt es an Mannstärke und das Team muss alleine ausrücken. Die Räumung gestaltet sich schwierig und gerade als sie glauben, alles unter Kontrolle zu haben, trifft der jüngste und gewalttätigste der sechs eine falsche Entscheidung, die dazu führt, dass die Situation aus dem Ruder läuft sowie ein senegalesischer Immigrant aus einer Höhe von zwei Stockwerken fällt, und einige Stunden später verstirbt. Die sechs Bereitschaftspolizisten glauben an ihre Unschuld und an die Unterstützung durch ihre Vorgesetzten, doch auf der anderen Seite der Stadt beginnt ein Team für Innere Angelegenheiten die Ermittlungen aufzunehmen. Die Ermittlerin Laia Urquijo und einzige Frau im Team, spürt, dass dieser Fall viel komplexer ist, als es den Anschein macht, und wird nicht unversucht lassen, um alles aufzudecken. |                 |               |                                |                                                |                                 |                                                     |
| 2 | López           | López         | 16. Okt. 2020                  | 9. März 2022                                   | Rodrigo Sorogoyen               | Isabel Peña, Rodrigo Sorogoyen & Eduardo Villanueva |
| Die sechs Bereitschaftspolizisten leben ihr Leben weiter, ohne zu wissen, dass gegen sie ermittelt wird. Die Dienstaufsicht setzt ihre Ermittlungen fort, ohne etwas zu finden. Nur Laia glaubt, dass mehr hinter dem Vorfall und dem Tod des Immigranten steckt, als eine Verkettung unglücklicher Umstände. Gerate als die Ermittlungen abgeschlossen werden sollen, findet Laia heraus, dass die Bereitschaftspolizei eine Videoaufzeichnung des gesamten Vorfalls gelöscht hat. Obwohl sie es gelöscht haben, um nicht in den sozialen Netzwerken gelyncht zu werden, wirft es kein gutes Licht auf die Bereitschaftspolizisten. Die sechs Bereitschaftspolizisten werden ins Büro ihres Vorgesetzten zitiert, nachdem sie kurz zuvor geholfen haben, einen gewalttätigen Aufstand im Viertel des verstorbenen Immigranten zu beenden. Alle haben mit harten Konsequenzen zu rechnen, außer einer, und das wäre Álex, der Neffe eines hohes Tiers der Bereitschaftspolizei. |                 |               |                                |                                                |                                 |                                                     |
| 3 | Revilla         | Revilla       | 16. Okt. 2020                  | 9. März 2022                                   | Rodrigo Sorogoyen & Borja Soler | Isabel Peña, Rodrigo Sorogoyen & Eduardo Villanueva |
| Zusätzlich zu den internen Konsequenzen erfahren die Bereitschaftspolizisten bei der Anklageerhebung vor dem Richter, dass sie wegen Totschlags angeklagt sind. Auf sie könnten Haftstrafen zwischen vier und neun Jahren zukommen. Álex bittet seinen Onkel um Hilfe und er bringt sie in Kontakt mit Revilla, einem ehemaligen Polizisten, der ihnen helfen könnte, einen Ausweg zu finden, indem sie das Gesetz umgehen. Die Lösung, die er ihnen vorschlägt, ist unbequem: die Erfindung eines falschen Vorstrafenregisters, damit der Tod des Immigranten in eine andere Gewichtung fällt. Die Bereitschaftspolizisten sind mit diesem Vorschlag einverstanden. Sie wissen nicht, dass Laia immer noch ermittelt und etwas herausgefunden hat, das ihnen im Prozess helfen könnte: Der Richter, der die Räumung angeordnet hat, scheint nicht regelkonform gehandelt zu haben. Laia ahnt, dass hohe Tiere verwickelt sind, weshalb ihr von höherer Stelle befohlen wird, den Fall zu den Akten zu legen. Doch Laia macht weiter, hinter dem Rücken ihrer Vorgesetzten. Sie bittet Diego, von der Bereitschaftspolizei, ihr bei den Berichten über frühere Räumungen zu helfen. Diego weigert sich zunächst, ihr zu helfen, aber sein schlechtes Gewissen, wegen seiner Machenschaften mit Revilla, scheint an ihn zu nagen.                                                             |                 |               |                                |                                                |                                 |                                                     |
| 4 | Úbeda           | Úbeda         | 16. Okt. 2020                  | 9. März 2022                                   | Rodrigo Sorogoyen & Borja Soler | Isabel Peña, Rodrigo Sorogoyen & Eduardo Villanueva |
| Revillas Arbeit beginnt, Früchte zu tragen, und die sechs Bereitschaftspolizisten stehen nicht mehr im Mittelpunkt des Interesses. Diego und Laia erkennen ein Muster der Korruption bei geplanten Bauvorhaben in Verbindung mit den fragwürdigen Zwangsräumungen, und Laia gelingt es den Geschäftsmann an der Spitze des Komplotts ausfindig zu machen. Doch als Laia feststellt, dass die Strafanzeige gegen den Immigranten gefälscht ist, wird ihr klar, dass sie einen Fehler gemacht hat, als sie den Bereitschaftspolizisten geholfen hat. Laia sieht sich weiteren Verhören gegenüber, die endlich Aufschluss geben könnten, aber Álex' Onkel alarmiert die Bereitschaftspolizisten, und sie einigen sich auf eine geschlossene Geschichte. Als das Team für Innere Angelegenheiten die Verhöre bereits aufgibt, entdeckt Laia den Schwächsten und bringt ihn zu einem Geständnis. Jedoch hat Laia keine Zeit, sich über ihren Durchbruch zu freuen. Denn schon in derselben Nacht wird sie von ihrem direkten Vorgesetzten im Morgengrauen aus dem Haus geholt, um ihr etwas zu zeigen. Ein Unterschlupf, in dem eine geheime Polizeikommission den Komplott um die Korruption untersucht, in dem auch hochrangige Polizeibeamte verstrickt sind. Den Fall, welchen Laia beinahe ruiniert hat, als sie die Anweisungen missachtete und auf eigene Faust Nachforschungen anstellte. |                 |               |                                |                                                |                                 |                                                     |
| 5 | Parra           | Parra         | 16. Okt. 2020                  | 9. März 2022                                   | Rodrigo Sorogoyen               | Isabel Peña, Rodrigo Sorogoyen & Eduardo Villanueva |
| Während die Bereitschaftspolizisten an ihrer Vereinbarung mit Revilla zu knabbern haben, beginnt Laia, mit der Sonderkommission zusammenzuarbeiten, die zur Untersuchung der Korruptionsfälle eingerichtet wurde. Schnell erfährt sie, dass ein hohes Tier der Bereitschaftspolizei darin verwickelt ist: Rosales, Álex' Onkel. Um ihre Theorie zu beweisen, brauchen sie die Aussage der Bereitschaftspolizisten, welche die Räumung im Zentrum von Madrid durchgeführt haben. Während Diego kooperiert, stellt sich Álex quer. Er beabsichtigt nicht, seinen Onkel zu verraten, und will nicht akzeptieren, dass dieser korrupt ist. Und ohne seine Aussage hat Laia nichts in der Hand. Am Tag des großen Champions-League-Spiels und nach einem erbitterten Kampf gegen die Ultras, sieht Álex seinen Onkel an und plötzlich wird ihm alles klar. |                 |               |                                |                                                |                                 |                                                     |
| 6 | Urquijo         | Urquijo       | 16. Okt. 2020                  | 9. März 2022                                   | Rodrigo Sorogoyen               | Isabel Peña, Rodrigo Sorogoyen & Eduardo Villanueva |
| Laia schafft es, Álex dazu zu bringen, seinen Onkel auszuliefern, welcher seinerseits mit der Sonderkommission zusammenarbeitet, indem er ein Mittagessen mit allen hochrangigen Beamten, gegen die ermittelt wird, abhört. Es könnte nicht besser laufen, und Laia beginnt alle Puzzleteile zusammensetzen. Allerdings stehlen bzw. vernichten zwei vermummte Männer in der Nacht alle Informationen über den Fall und verprügeln Laia. Währenddessen treffen sich die sechs Bereitschaftspolizisten zu einem Abendessen, das in einem Saufgelage endet, bei dem alles herauskommt, was der eine und der andere in diesen Monaten der Spannung verschwiegen hat. Diego verlässt das Restaurant überraschend: Seine Kollegen sind nicht mehr seine Familie. Laia weiß, dass Revilla für den Überfall verantwortlich ist. Nach einem Treffen voller Spannungen und Drohungen schließen beide eine Übereinkunft: Revilla übergibt Laia die gestohlenen Informationen, wenn sie ihm im Gegenzug Informationen aus der Dienstaufsicht beschafft. Laia geht einen Pakt mit dem Teufel ein. Niemand, nicht einmal die Bereitschaftspolizisten selbst, wird wohl jemals von Laias erbrachten Opfer erfahren. Die Geschichte nimmt zu ihrem Ende unerwartete Wendungen. |                 |               |                                |                                                |                                 |                                                     |

## Auszeichnungen und Nominierungen
| Jahr | Auszeichnung                     | Kategorie                                                                  | Für                                                                          | Resultat  | Ref.        |
| ---- | -------------------------------- | -------------------------------------------------------------------------- | ---------------------------------------------------------------------------- | --------- | ----------- |
| 2021 | Premios Forqué – Ausgabe 26      | Beste Serie                                                                | Antidisturbios – Bereitschaftspolizei                                        | Gewonnen  | [ 5 ]       |
| 2021 | Premios Forqué – Ausgabe 26      | Bester männlicher Schauspieler in einer Serie                              | Hovik Keuchkerian                                                            | Gewonnen  | [ 5 ]       |
| 2021 | Premios Forqué – Ausgabe 26      | Bester männlicher Schauspieler in einer Serie                              | Álex García                                                                  | Nominiert | [ 5 ]       |
| 2021 | Premios Forqué – Ausgabe 26      | Bester männlicher Schauspieler in einer Serie                              | Raúl Arévalo                                                                 | Nominiert | [ 5 ]       |
| 2021 | Premios Forqué – Ausgabe 26      | Beste weibliche Schauspielerin in einer Serie                              | Vicky Luengo                                                                 | Nominiert | [ 5 ]       |
| 2021 | Premios Feroz – Ausgabe 8        | Beste Dramaserie                                                           | Antidisturbios – Bereitschaftspolizei                                        | Gewonnen  | [ 6 ] [ 7 ] |
| 2021 | Premios Feroz – Ausgabe 8        | Bester männlicher Nebendarsteller in einer Serie                           | Patrick Criado                                                               | Gewonnen  | [ 6 ] [ 7 ] |
| 2021 | Premios Feroz – Ausgabe 8        | Bester männlicher Hauptdarsteller in einer Serie                           | Hovik Keuchkerian                                                            | Gewonnen  | [ 6 ] [ 7 ] |
| 2021 | Premios Feroz – Ausgabe 8        | Bester männlicher Hauptdarsteller in einer Serie                           | Álex García                                                                  | Nominiert | [ 6 ] [ 7 ] |
| 2021 | Premios Feroz – Ausgabe 8        | Bester männlicher Hauptdarsteller in einer Serie                           | Raúl Arévalo                                                                 | Nominiert | [ 6 ] [ 7 ] |
| 2021 | Premios Feroz – Ausgabe 8        | Beste weibliche Hauptdarstellerin in einer Serie                           | Vicky Luengo                                                                 | Nominiert | [ 6 ] [ 7 ] |
| 2021 | Premios ALMA                     | Bestes Drehbuch bei einer Dramaserie                                       | Isabel Peña, Rodrigo Sorogoyen & Eduardo Villanueva                          | Gewonnen  | [ 8 ]       |
| 2021 | Premios Platino – Ausgabe 8      | Beste Kinematographie in einer iberoamerikanischen Miniserie oder TV-Serie | Antidisturbios – Bereitschaftspolizei                                        | Nominiert | [ 9 ]       |
| 2021 | Premios Platino – Ausgabe 8      | Beste/r Serienschöpfer/in                                                  | Rodrigo Sorogoyen & Isabel Peña                                              | Nominiert | [ 9 ]       |
| 2021 | Premios Platino – Ausgabe 8      | Bester männlicher Nebendarsteller in einer Miniserie oder TV-Serie         | Patrick Criado                                                               | Nominiert | [ 9 ]       |
| 2021 | Ondas Awards – Ausgabe 68        | Beste Dramaserie                                                           | Antidisturbios – Bereitschaftspolizei                                        | Gewonnen  | [ 10 ]      |
| 2021 | Ondas Awards – Ausgabe 68        | Beste weibliche Schauspielerin in einen fiktionalen Werk                   | Vicky Luengo                                                                 | Gewonnen  | [ 10 ]      |
| 2021 | Premios Iris – Ausgabe 23        | Bestes fiktionales Werk                                                    | Antidisturbios – Bereitschaftspolizei                                        | Gewonnen  | [ 11 ]      |
| 2021 | Premios Iris – Ausgabe 23        | Bester Schauspieler                                                        | Raúl Arévalo                                                                 | Gewonnen  | [ 11 ]      |
| 2021 | Premios Iris – Ausgabe 23        | Beste Regie                                                                | Rodrigo Sorogoyen                                                            | Gewonnen  | [ 11 ]      |
| 2021 | Premios Iris – Ausgabe 23        | Bestes Drehbuch                                                            | Rodrigo Sorogoyen, Isabel Peña & Eduardo Villanueva                          | Gewonnen  | [ 11 ]      |
| 2021 | Premios Iris – Ausgabe 23        | Beste Produktion                                                           | Domingo Corral, Fran Araujo, Sofía Fábregas, Rodrigo Sorogoyen & Isabel Peña | Gewonnen  | [ 11 ]      |
| 2021 | Premios Iris – Ausgabe 23        | Beste Schauspielerin                                                       | Vicky Luengo                                                                 | Nominiert | [ 11 ]      |
| 2021 | Fotogramas de Plata – Ausgabe 71 | Beste Darstellerin                                                         | Vicky Luengo                                                                 | Gewonnen  | [ 12 ]      |
| 2021 | Fotogramas de Plata – Ausgabe 71 | Bester Darsteller                                                          | Álex García                                                                  | Nominiert | [ 12 ]      |